# 2012年ロンドンオリンピックのポルトガル選手団
2012年ロンドンオリンピックのポルトガル選手団（2012ねんロンドンオリンピックのポルトガルせんしゅだん）は、2012年7月27日から8月12日にかけてイギリスの首都ロンドンで開催された2012年ロンドンオリンピックのポルトガル選手団、およびその競技結果。

## 概要
今大会は銀メダル1個、合計1個のメダルを獲得した。

## メダル
| メダル | 選手名                                    | 競技   | 種目                    |
| ------ | ----------------------------------------- | ------ | ----------------------- |
| 銀     | フェルナンド・ピメンタ エマヌエル・シルバ | カヌー | 男子スプリントK-2 1000m |